# Марк Аквила Юлиан
Марк Аквила Юлиан (на латински: Marcus Aquila Julianus) e сенатор на ранната Римска империя.
През 38 г. Аквила е консул заедно с Публий Ноний Аспренат по времето на император Клавдий.